# Mike Powell
Michael „Mike” Anthony Powell (Philadelphia, Pennsylvania, 1963. november 10. –) amerikai atléta, kétszeres távolugró világbajnok, a távolugrás világcsúcstartója.

## Pályafutása
Részt vett az 1988. évi nyári olimpiai játékokon, ahol ezüstérmet szerzett távolugrásban. Az 1991-es atlétikai világbajnokságon, Tokióban 8,95 métert ugrott, ezzel megdöntötte Bob Beamon akkor már 23 éve fennálló 8,90 méteres világrekordját. Az 1992. évi nyári olimpiai játékokon szintén csak ezüstérmes tudott lenni. Az 1993-as atlétikai világbajnokságon ismét aranyérmet nyert távolugrásban. Az 1995-ös atlétikai világbajnokságon már csak a harmadik helyett tudta megszerezni.